# 庙沟后石牌坊
29°44′02.8″N 121°40′12.6″E / 29.734111°N 121.670167°E
庙沟后石牌坊，又名韩岭石牌坊，是中国浙江省宁波市一座墓前神道牌坊，位于鄞州区东钱湖镇韩岭村庙沟后山南麓。牌坊为仿木结构，形制与宋《营造法式》可相互印证，推断建造年代为南宋至元代，与同属鄞州区的横省石牌坊形制相近，同为中国现存最早的石牌坊之一。2001年，庙沟后石牌坊被列为第五批全国重点文物保护单位。

## 方位
庙沟后石牌坊位于东钱湖镇韩岭村东北，蝙蝠山南坡庙沟后。韩岭村位于东钱湖东南，南有215省道穿过。东钱湖周边有多座南宋时期的墓葬，形成东钱湖墓葬群，存留大量墓道建筑和石刻遗迹。牌坊坐东朝西，所在的山坡上有若干疑似人工修筑的台地，且周边有数块条石，说明该牌坊极有可能是墓道牌坊。

## 形制
庙沟后石牌坊面宽3.29米，高6.16米，为双柱仿木结构牌坊，采用鄞县西部（今海曙区）所产的“梅园石”砌筑。牌坊为单檐歇山顶，山面设有博风板并有如意形悬鱼。屋面刻有筒瓦，瓦当刻有兽面纹，滴水为重唇板瓦。檐下有斗拱，其中补间辅作二朵，柱头辅作两朵。第一跳为偷心造，第二、三跳为计心造，分别为华拱和令拱，偷心、计心结合的形式为斗拱发展中的过渡形式。转角辅作和柱头辅作形制相近，角下昂下无华拱，而采用上昂式斜撑，这种上昂为南方特有的构件，现存很少。立柱与阑额组成的开间宽3.29米，高3.28米，立柱为正方形，边长44厘米，柱下无基座，下方变小，直接插入土中。阑额与斗拱间有普柏枋，和阑额均伸出柱外。牌坊构件上无文字，且传世文献中无记载，因而其确切建造年代及墓主信息均不可考。
石牌坊正脊、垂脊、戗脊原先均有吻兽，2004年之前尚存正吻一隻，为张口扬鼻，双角前翘形式，与展子虔《游春图》、赵佶《瑞鹤图》等宋画中的吻兽形制相似，为宋元绘画中宫殿、寺观兽头的通行形式，2008年之前已被盗，至2018年仅存戗脊吻兽一只，其余均遗失。石牌坊滴水瓦为带锯齿纹的重唇版瓦，与同时期闸口白塔、观音寺石塔等石构建筑相似。
庙沟后石牌坊的结构追求与木结构一致，二柱一楼形制与《清明上河圖》、《平江图》等宋画中出现的二柱一楼木牌坊形制类似，而这一形制到明代数量逐渐减少。因而庙沟后石牌坊为木牌坊向石牌坊转化阶段的实例。

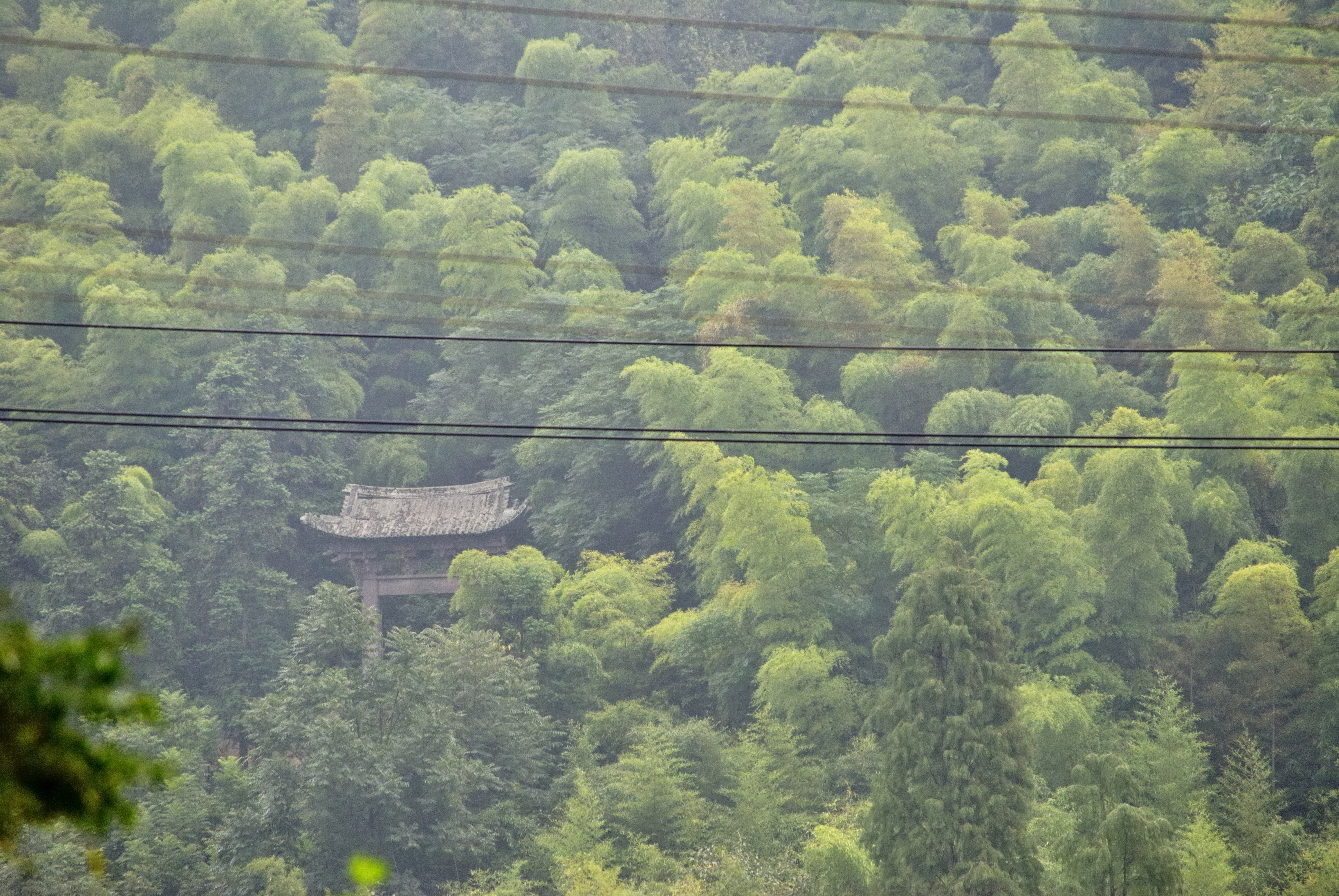
位于半山腰的石牌坊
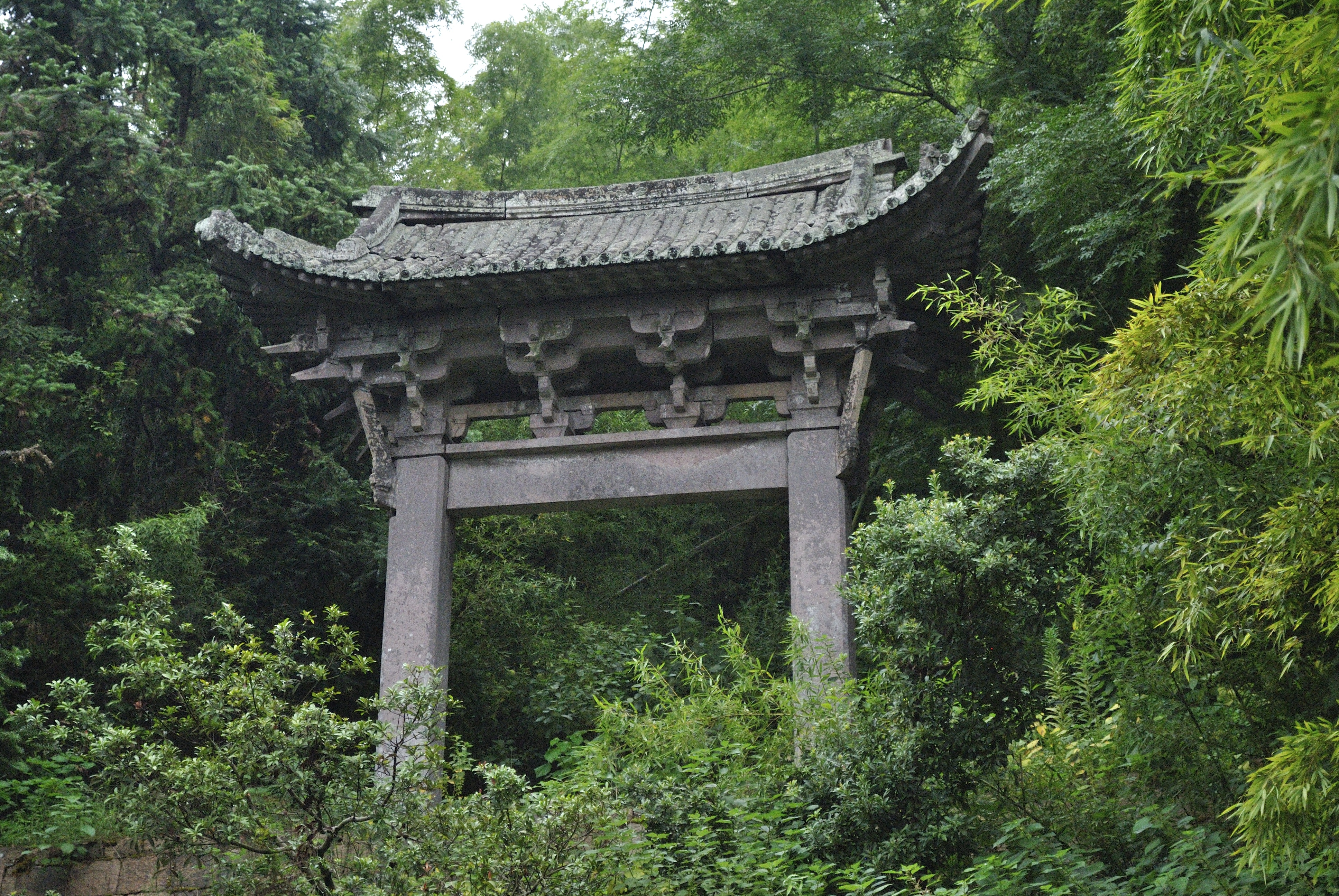
石牌坊正面
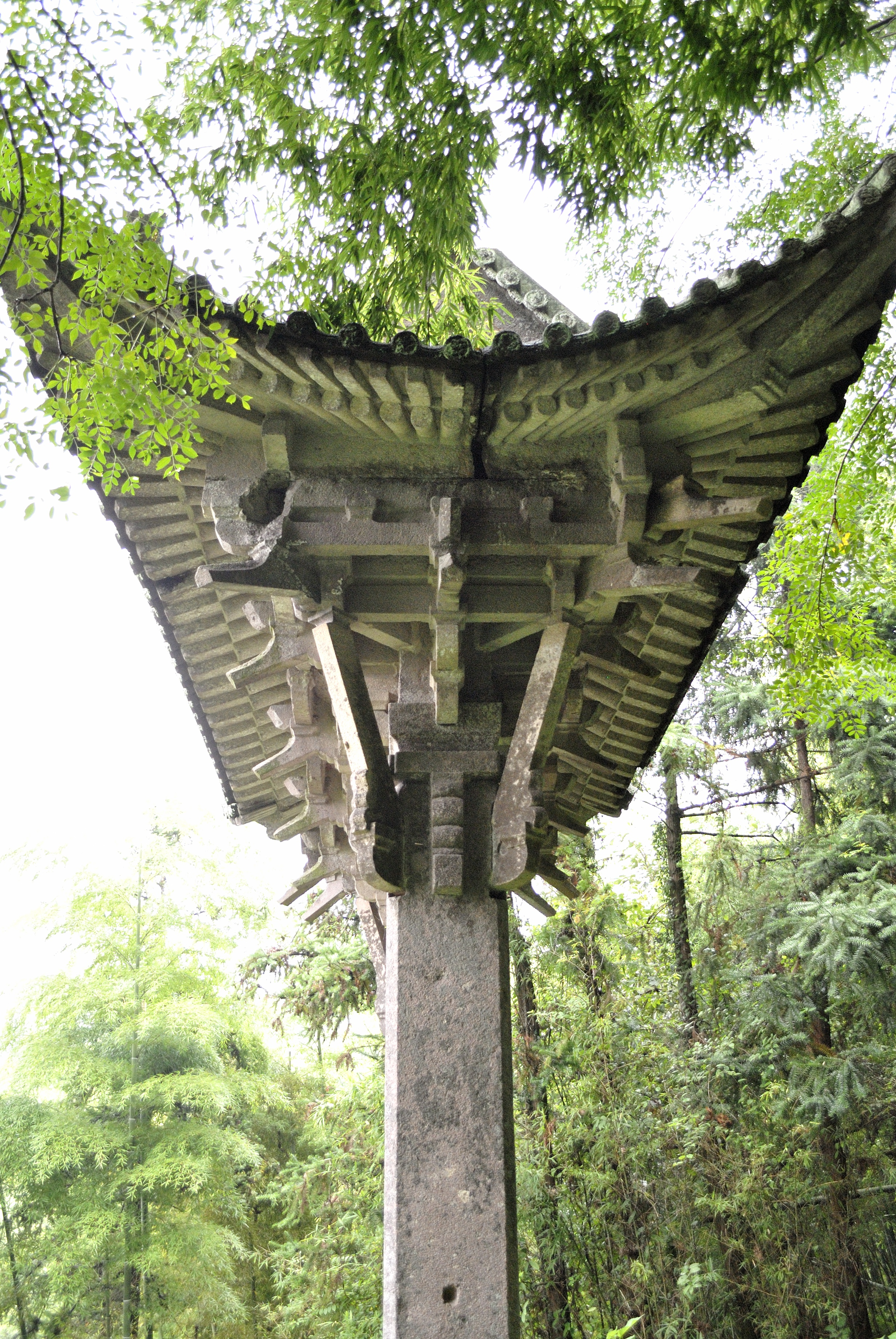
石牌坊侧面
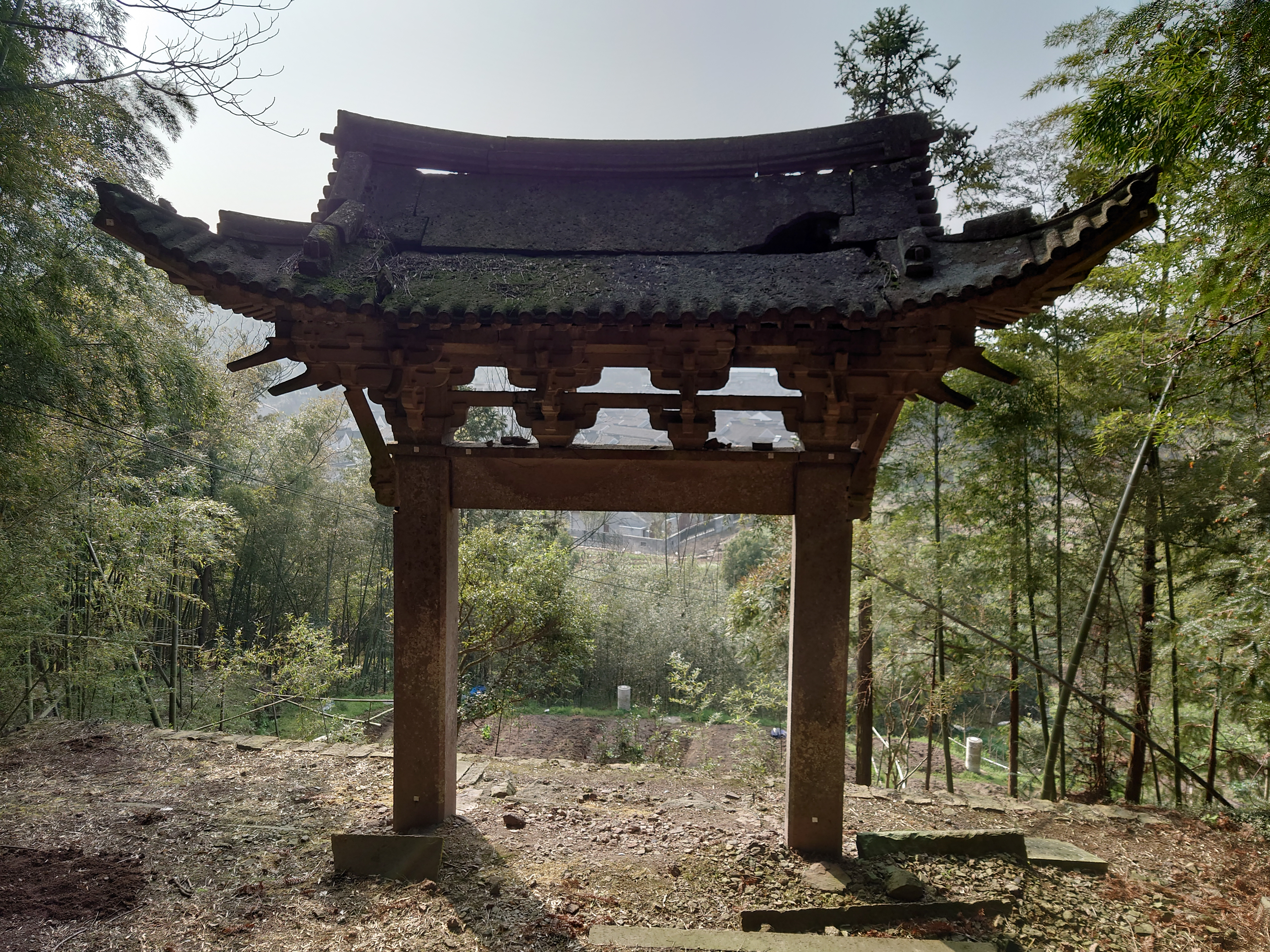
石牌坊背面
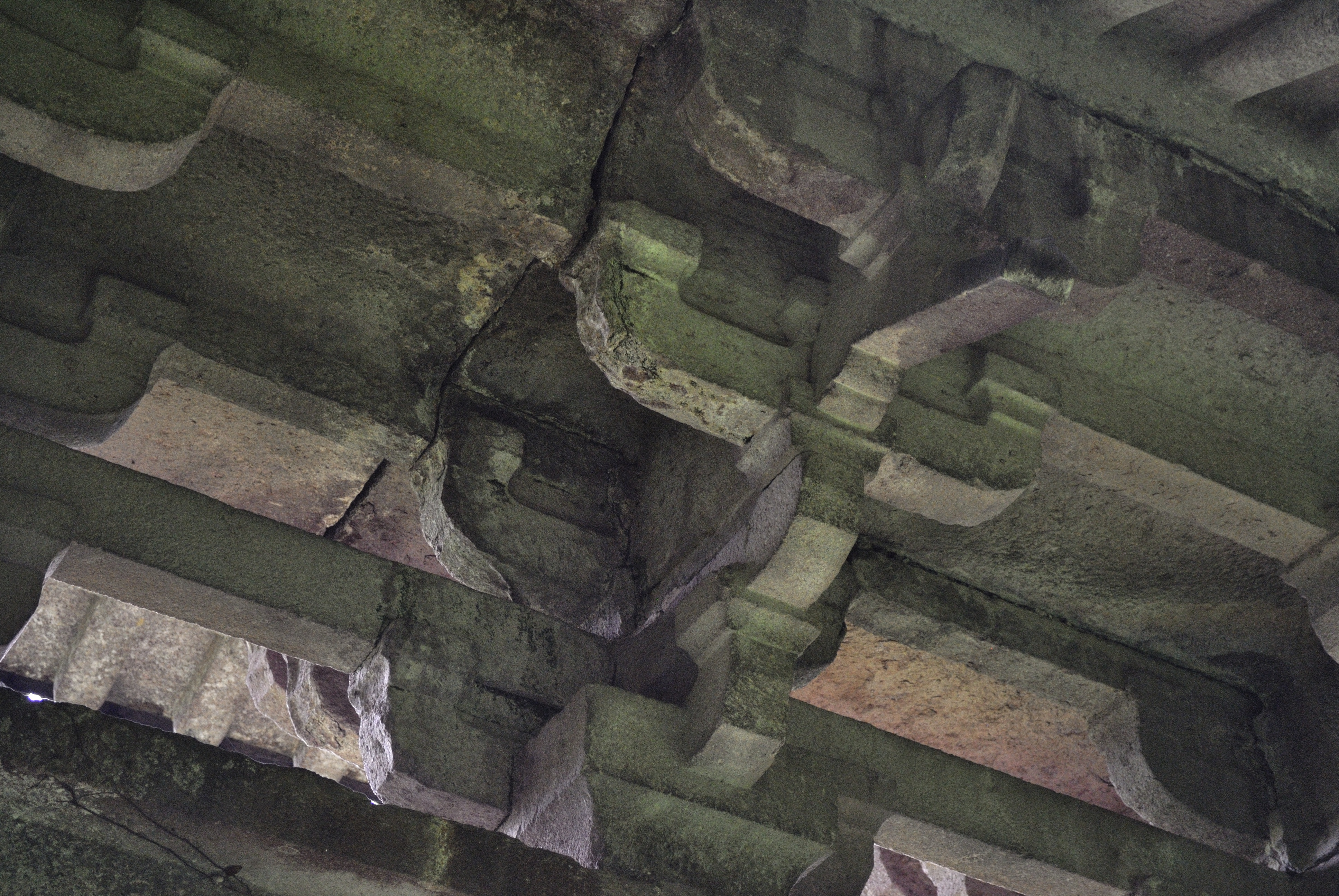
补间辅作
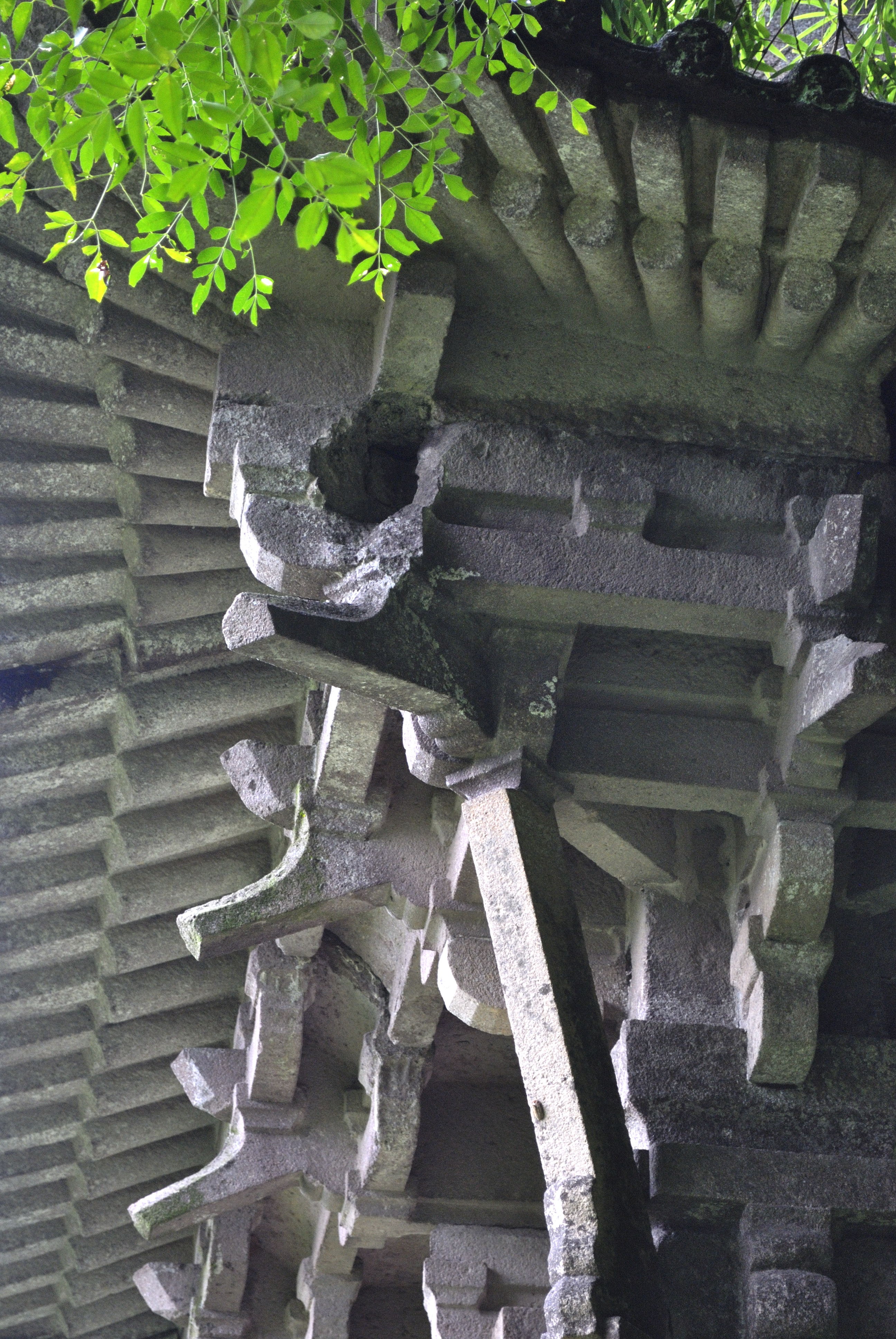
转角和上昂
石牌坊2004年照片，正吻尚存

## 保护
庙沟后石牌坊于1986年5月列为鄞县文物保护单位，当时认定牌坊建造于明代嘉靖年间:2486。1997年8月，庙沟后石牌坊被列入浙江省文物保护单位:459。2001年6月25日，庙沟后石牌坊与鄞州区五乡镇新发现的南宋牌坊横省石牌坊一起被列入第五批全国重点文物保护单位，年代认定为宋元时期。牌坊的保护范围被确定为牌坊本体向东12.5米，向西8米，向南10米，向北11米。自2016年起，东钱湖管委会社会事务管理局对庙沟后石牌坊开展变形监测。